# Рабаул (кальдера)
Рабаул (англ. Rabaul caldera) — велика кальдера, розташована на північно-східному краю півострова Газелле у Східній Новій Британії, Папуа - Нова Гвінея. Її розміри становлять 8 × 14 км. Завдяки своїй формі, вона утворює укриту гавань міста Рабаул. Свою назву кальдера дістала на честь цього міста, розташованого усередині неї. Кальдера має декілька вулканічних конусів, таких як, наприклад, Тавурвур, відомий своєю руйнівною дією на місто Рабаул. Зовнішні схили найбільш високого вулканічного піку, що досягає 688 м, є товстим шаром пірокластичних відкладень.
Найбільш активним з пов'язаних з кальдерою вулканів є Тавурвур. У 1994 році він, разом з розташованим поруч Вулканом, завдав серйозну шкоду місту Рабаул, змусивши його жителів тимчасово покинути свої житла. В результаті виверження загинуло п'ятеро людей, більшого числа жертв вдалося уникнути завдяки грамотній підготовці до прийдешнього виверження.
Найбільше історичне виверження в кальдері сталося наприкінці травня — початку червня 1937 року, тоді Тавурвур і Вулкан також вивергалися одночасно. Впродовж чотирьох днів відбувалися потужні вибухи Вулкана. В результаті виверження Вулкан виріс від висоти рівня моря до нинішніх 243 м. Тавурвур був активний протягом одного дня. 500 людей загинули під важкими шарами попелу і пірокластичними потоками. Рабаул був похований під шаром андезитового попелу і пемзи, цунамі, що утворилися через виверження, викидали на берег кораблі.

## Вулканічна діяльність

### Ранні виверження

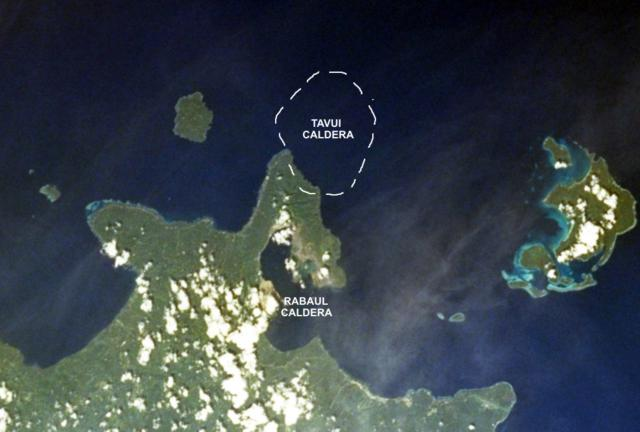
Розташування двох кальдер на сході Нової Британії

Кальдера Рабаул проявляла активність впродовж останніх декількох сотень тисяч років. Раннє відоме виверження в цьому районі сталося близько 7100 років тому, воно сформувало велику кальдеру Тавуї, яка знаходиться під водою на північний схід від кальдери Рабаул і має розміри 10 × 12 км. Останнє виверження Тавуї сталося близько 5150 року до н. е., в результаті його могло бути викинуто близько 4 км³ тефри. Кальдеру було виявлено в ході досліджень в 1985 році, подальші наукові дослідження вказали на відсутність сейсмічної активності в кальдері, це означає що зараз Тавуї неактивна. Перше виверження, формуюче кальдеру Рабаул, для якого є надійне датування, сталося приблизно 3500 років тому і за сво\м складом було в основному ріолітовим, проте містило і базальтовий компонент.
Крім того, існують свідчення дуже великого виверження у минулому, наслідки якого, можливо, були відбиті у хроніках часів правління візантійського імператора Юстиніана. Охолоджуюча дія вулканічних викидів призвела до значних кліматичних змін, навіть сильніших, ніж під час виверження вулканів Уайнапутіна в 1601 році і Тамбори в 1815 році, і, ймовірно, могло стати однією з причин виникнення Юстиніанової чуми. Об'єм викинутого матеріалу під час такого виверження міг досягати 50-100 км³, а висота еруптивної колони могла досягати 50 км. Ймовірно, винуватцем його міг бути інший вулкан або група вулканів, але, так або інакше, формування сучасної кальдери Рабаул сталося під час потужного виверження близько 1400 років тому. Це виверження було плініанського типу і утворило потужні туфові шари внаслідок діяльності пірокластичних потоків. Туфові відкладення стали основою пологих зовнішніх схилів вулканічного комплексу.
Посткальдерна активність проявлялася у вигляді виверження лави, в діапазоні від базальтової до дацитової. Було утворено декілька шлакових конусів усередині кальдери біля її північно-східної і західної меж. Деякі з цих конусів, у тому числі Вулкан, сформувався під час виверження в 1878 році, і Тавурвур, вирізнилися значною вулканічною активністю в історичний час.

### Сучасна активність

#### Виверження 1994 року

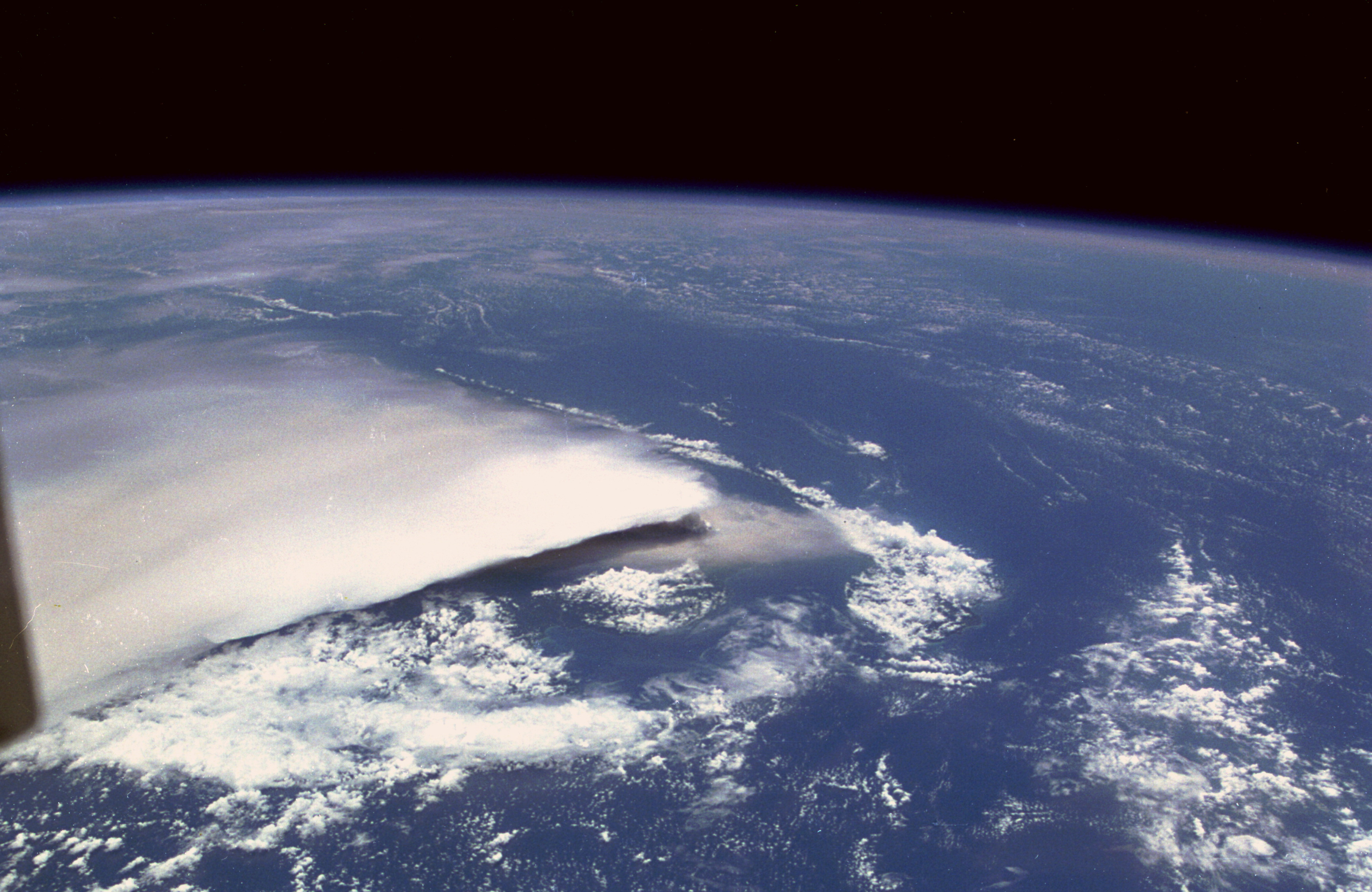
Виверження 1994 роки з космосу

19 вересня 1994 року з різницею в годину почалися виверження вулканів Тавурвур і Вулкан. За день до цього їм передувала інтенсивна сейсмічна активність. Потужне вибухове виверження Вулкана утворило еруптивну колону заввишки приблизно 30 км. Пірокластичні потоки поширилися на 3 км від вулкана, а вода покрилася шаром плаваючої пемзи. 30 вересня 1994 року в кратері Тавурвура були помічені невеликі потоки лави, висота попелястої колони досягав 6 км, при типових висотах 1-2 км для невеликих вивержень цього вулкана.

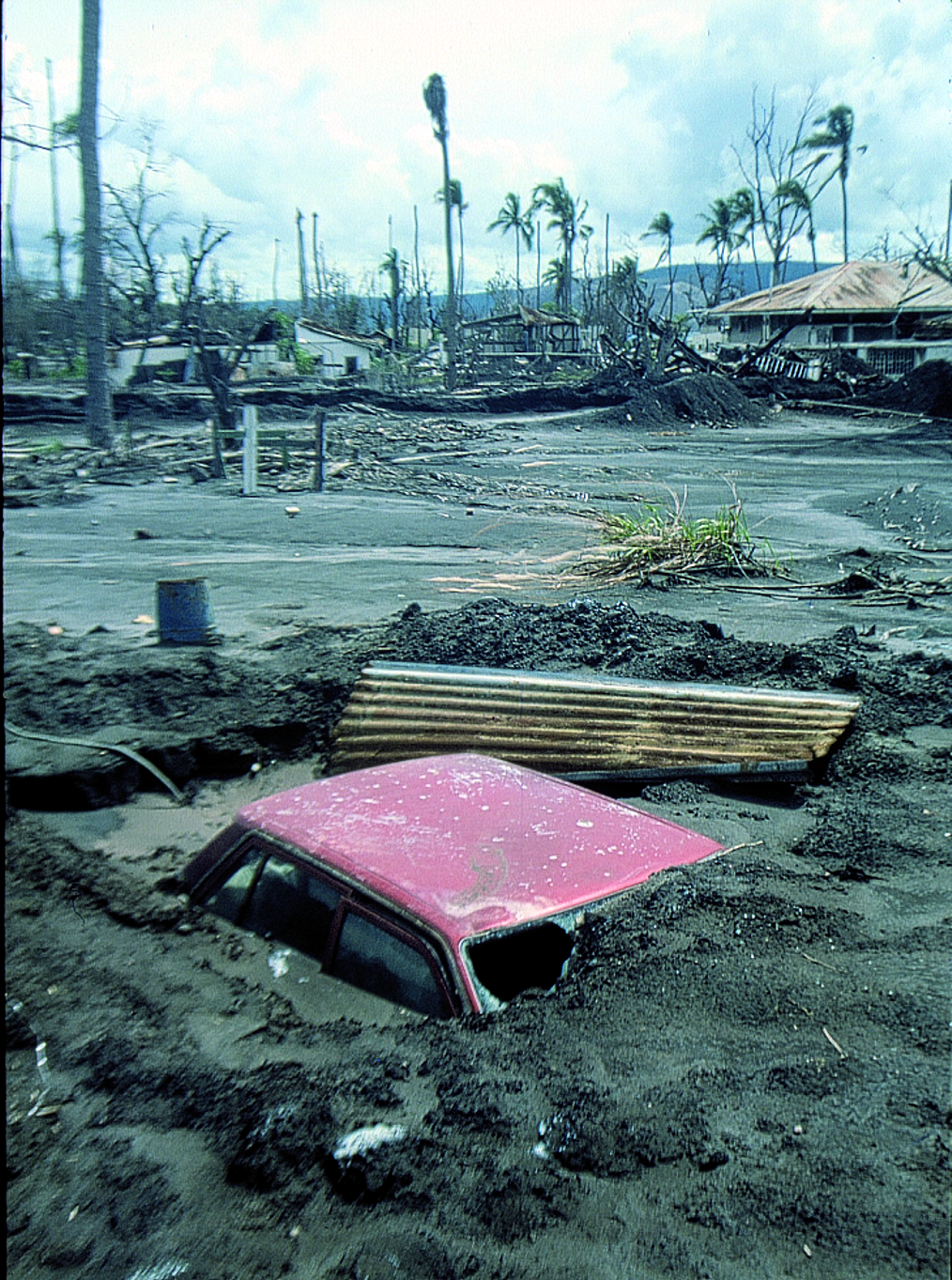
Наслідки виверження 1994 року

З міста Рабаул було евакуйовано близько 53 тис. чоловік. Вулканічні викиди завдали місту серйозної шкоди, фактично його було поховано під шаром попелу, що досягав товщини 75 см. Сильні зливи посилили шкоду від виверження: вода просочувала товстий шар попелу, що випадав на дахи будівель, утворюючи цементоподібну суміш, і під цією вагою будинки руйнувалися. Всього було зруйновано до 80 % будівель в місті, особливо постраждала його південна частина, де були зруйновані майже усі будівлі. Крім того, рясні дощі викликали повені і селеві потоки в довколишніх районах. Попіл випадав навіть на острові Нова Гвінея, більш ніж в 600 км від вулканів, були призупинені польоти повітряного транспорту в області випадання попелу. Всього в результаті виверження загинуло п'ять чоловік: чотири людини загинули під масою дахів, що рухнули, крім того був відмічений випадок ураження людини блискавкою з хмари попелу. Уникнути більшого числа жертв вдалося завдяки прогнозам вулканологів і грамотним діям влади.
Вулкан (вулкан) перестав вивергатися 2 жовтня, проте Тавурвур, розташований до північного сходу, продовжував, з меншою інтенсивністю, вивергатися до квітня 1995 року.

#### Подальша активність
Після декількох років відносно невеликої активності сталося нове потужне виверження. 7 жовтня 2006 року усередині кратера Тавурвура прогримів сильний вибух, повітряна хвиля від якого вибила скло у будинках в радіусі 12 км від вулкана. З найближчих сіл човнами було евакуйовано близько 200 чоловік. Висота еруптивної колони досягла 18 км, проте, вітер відхилив попелясті викиди від міста Рабаул. На думку місцевих жителів, втрати від цього виверження могли бути більшими, ніж від виверження 1994 роки, коли б не дія вітру. Випадків смертей або травм зафіксовано не було.
Останнє сильне виверження почалося 29 серпня 2014 року о 3.00-3.30 за місцевим часом. Хмара попелу піднялася на висоту 18 км і викликала побоювання про можливість зриву польотів авіації. У районі вулкана було проведено евакуацію, мешканцям міста Рабаул було рекомендовано залишатися в приміщенні. Потужність виверження було оцінено у 3 бали за шкалою вулканічних вивержень.

## Вулканічні об'єкти в кальдері
| Назва об'єкта  | Тип об'єкта          | Висота | Координати                                                            |
| -------------- | -------------------- | ------ | --------------------------------------------------------------------- |
| Скелі Давапія  | Вулканічний конус    |        | 4°14′0″ пд. ш. 152°10′0″ сх. д. / 4.23333° пд. ш. 152.16667° сх. д.   |
| Каравія-Бей    | Стратовулкан         | 280 м  | 4°19′0″ пд. ш. 152°10′0″ сх. д. / 4.31667° пд. ш. 152.16667° сх. д.   |
| Комб'ю         | Стратовулкан         | 688 м  | 4°13′1″ пд. ш. 152°13′0″ сх. д. / 4.21694° пд. ш. 152.21667° сх. д.   |
| Острів Матупіт | Вулканічний конус    |        | 4°15′0″ пд. ш. 152°11′0″ сх. д. / 4.25000° пд. ш. 152.18333° сх. д.   |
| Палангіагіа    | Стратовулкан         |        | 4°13′0″ пд. ш. 152°12′0″ сх. д. / 4.21667° пд. ш. 152.20000° сх. д.   |
| Рабаланакайя   | Вулканічний конус    | 400 м  | 4°13′16″ пд. ш. 152°12′11″ сх. д. / 4.22111° пд. ш. 152.20306° сх. д. |
| Тавурвур       | Стратовулкан         | 223 м  | 4°14′17″ пд. ш. 152°12′50″ сх. д. / 4.23806° пд. ш. 152.21389° сх. д. |
| Тованумбатір   | Стратовулкан         | 480 м  | 4°10′59″ пд. ш. 152°10′19″ сх. д. / 4.18306° пд. ш. 152.17194° сх. д. |
| Турангунан     | Стратовулкан         | 475 м  | 4°14′0″ пд. ш. 152°13′23″ сх. д. / 4.23333° пд. ш. 152.22306° сх. д.  |
| Варзін         | Стратовулкан         | 605 м  | 4°24′29″ пд. ш. 152°9′25″ сх. д. / 4.40806° пд. ш. 152.15694° сх. д.  |
| Вулкан         | Пірокластичний конус | 243 м  | 4°16′16″ пд. ш. 152°10′0″ сх. д. / 4.27111° пд. ш. 152.16667° сх. д.  |
| Острів Вулкан  | Вулканічний конус    | 20 м   | 4°16′0″ пд. ш. 152°10′0″ сх. д. / 4.26667° пд. ш. 152.16667° сх. д.   |
| Вунаканау      | Вулканічний конус    |        |                                                                       |
| Острів Уотом   | Вулканічний конус    | 341 м  | 4°7′0″ пд. ш. 152°4′0″ сх. д. / 4.11667° пд. ш. 152.06667° сх. д.     |
| Сульфур-Крік   | Кратерна тріщина     |        | 4°13′16″ пд. ш. 152°11′20″ сх. д. / 4.22111° пд. ш. 152.18889° сх. д. |

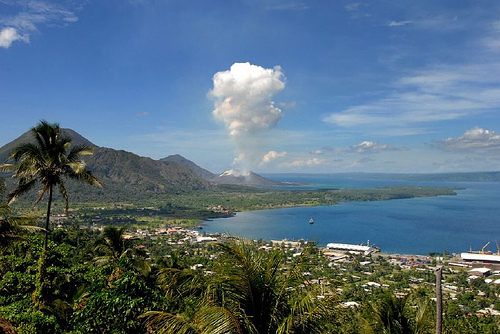
Активність Тавурвура в кальдері Рабаул

Джерело: Програма Global Volcanism Program Смітсонівського інституту.

## Ресурси Інтернету
- Вікісховище має мультимедійні дані за темою: Рабаул (кальдера)